# Wahlkreis Unstrut-Hainich-Kreis I
Der Wahlkreis Unstrut-Hainich-Kreis I  (Wahlkreis 8) ist ein Landtagswahlkreis in Thüringen.
Der Wahlkreis umfasst vom Unstrut-Hainich-Kreis die Gemeinden Mühlhausen/Thüringen, Rodeberg, Südeichsfeld (ohne den Ortsteil Hallungen) und Unstruttal.

## Landtagswahl 2024
Bei der Landtagswahl  wurde Jonas Urbach im Wahlkreis direkt gewählt.
Die weiteren Ergebnisse:
| Gegenstand der Nachweisung | Gegenstand der Nachweisung | Erst- stimmen | Erst- stimmen | Zweit- stimmen | Zweit- stimmen |
| Bewerber                   | Partei                     | Anzahl        | %             | Anzahl         | %              |
| -------------------------- | -------------------------- | ------------- | ------------- | -------------- | -------------- |
| Wahlberechtigte            | Wahlberechtigte            | 40.503        | 40.503        | 40.503         | 40.503         |
| Wähler                     | Wähler                     | 27.802        | 27.802        | 27.802         | 68.64          |
| Ungültige Stimmen          | Ungültige Stimmen          | 552           |               | 246            |                |
| Gültige Stimmen            | Gültige Stimmen            | 27.250        |               | 27.556         |                |
| davon                      |                            |               |               |                |                |
| Steffen Thormann           | DIE LINKE                  | 4.043         | 14,8          | 3.593          | 13,0           |
| Thomas Gröger              | AfD                        | 9.627         | 35,3          | 8.584          | 31,2           |
| Jonas Urbach               | CDU                        | 10.120        | 37,1          | 7.037          | 25,5           |
| Kay-Uwe Jagemann           | SPD                        | 3.460         | 12,7          | 1.811          | 6,6            |
|                            | GRÜNE                      |               |               | 585            | 2,1            |
|                            | FDP                        | 296           | 1,1,          |                |                |
|                            | TIERSCHUTZ hier!           | 293           | 1,1,          |                |                |
|                            | ÖDP / Familie ..           | 66            | 0,2           |                |                |
|                            | PIRATEN                    | 73            | 0,3           |                |                |
|                            | MLPD                       | 32            | 0,1           |                |                |
|                            | BÜNDNIS DEUTSCHLAND        | 120           | 0,4           |                |                |
|                            | BSW                        | 4.300         | 15,6          |                |                |
|                            | FAMILIE                    | 165           | 0,6           |                |                |
|                            | FREIE WÄHLER               | 509           | 1,8           |                |                |
|                            | WU                         | 92            | 0,3           |                |                |

## Landtagswahl 2019
Die Landtagswahl fand am 27. Oktober 2019 statt.
| Direktkandidat        | Partei                      | Wahlkreisstimmen in % | Landesstimmen in % |
| --------------------- | --------------------------- | --------------------- | ------------------ |
| Jonas Urbach          | CDU                         | 31,1                  | 25,6               |
| Steffen Thormann      | DIE LINKE                   | 22,2                  | 27,4               |
| Oleg Shevchenko       | SPD                         | 12,3                  | 9,6                |
| Thomas Gröger         | AfD                         | 23,5                  | 22,9               |
| Tino Gaßmann          | GRÜNE                       | 5,9                   | 4,5                |
| –                     | NPD                         | –                     | 0,3                |
| Gerald Werner Schmidt | FDP                         | 4,9                   | 5,2                |
| –                     | PIRATEN                     | –                     | 0,2                |
| –                     | Die PARTEI                  | –                     | 0,7                |
| –                     | KPD                         | –                     | 0,1                |
| –                     | TIERSCHUTZ hier!            | –                     | 1,3                |
| –                     | BGE                         | –                     | 0,1                |
| –                     | DIE DIREKTE!                | –                     | 0,4                |
| –                     | Blaue #Team Petry Thüringen | –                     | 0,1                |
| –                     | Graue Panther               | –                     | 0,5                |
| –                     | MLPD                        | –                     | 0,2                |
| –                     | ÖDP                         | –                     | 0,4                |
| –                     | Gesundheitsforschung        | –                     | 0,5                |

## Landtagswahl 2014
Bei der Landtagswahl in Thüringen 2014 traten folgende Kandidaten an:
| Name               | Partei                | Anteil der Erststimmen |
| ------------------ | --------------------- | ---------------------- |
| Elke Holzapfel     | CDU                   | 36,2 %                 |
| Jörg Kubitzki      | Die Linke             | 23,4 %                 |
| Holger Poppenhäger | SPD                   | 17,4 %                 |
| Steffen Dreiling   | FDP                   | 2,7 %                  |
| Tino Gaßmann       | Bündnis 90/Die Grünen | 5,8 %                  |
| Detlef Schiller    | AfD                   | 12,6 %                 |
| Marvin Schiel      | NPD                   | 2,0 %                  |

## Landtagswahl 2009
Bei der Landtagswahl in Thüringen 2009 traten folgende Kandidaten an:
| Name                                                      | Partei                 | Anteil der Erststimmen |
| --------------------------------------------------------- | ---------------------- | ---------------------- |
| Elke Holzapfel                                            | CDU                    | 31,3 %                 |
| Jörg Kubitzki                                             | Die Linke              | 23,5 %                 |
| Bernd Münzberg                                            | SPD                    | 20,1 %                 |
| Knut Ewers                                                | Bündnis 90/Die Grünen  | 5,0 %                  |
| Steffen Dreiling                                          | FDP                    | 8,1 %                  |
| Karl-Josef Montag                                         | Freie Wähler Thüringen | 8,7 %                  |
| Sebastian Böde                                            | NPD                    | 3,3 %                  |
| Wahlberechtigte: 46.612 Einwohner Wahlbeteiligung: 55,7 % |                        |                        |

## Landtagswahl 2004
Bei der Landtagswahl in Thüringen 2004 traten folgende Kandidaten an:
| Name                                                      | Partei | Anteil der Erststimmen |
| --------------------------------------------------------- | ------ | ---------------------- |
| Thomas Kretschmer                                         | CDU    | 49,7 %                 |
| Jörg Kubitzki                                             | PDS    | 25,1 %                 |
| Walter Pilger                                             | SPD    | 16,7 %                 |
| Wolfgang Schwarzmann                                      | FDP    | 4,0 %                  |
| Wahlberechtigte: 47.576 Einwohner Wahlbeteiligung: 51,6 % |        |                        |

## Landtagswahl 1999
Bei der Landtagswahl in Thüringen 1999 traten folgende Kandidaten an:
| Name                                                      | Partei | Anteil der Erststimmen |
| --------------------------------------------------------- | ------ | ---------------------- |
| Thomas Kretschmer                                         | CDU    | 53,1 %                 |
| Christine Eisenhut                                        | SPD    | 22,8 %                 |
| Benno Lemke                                               | PDS    | 19,0 %                 |
| Bernward Seipel                                           | GRÜNE  | 1,9 %                  |
| Andreas Bohne                                             | REP    | 1,8 %                  |
| Dietrich Hose                                             | FDP    | 1,5 %                  |
| Wahlberechtigte: 48.970 Einwohner Wahlbeteiligung: 60,5 % |        |                        |

## Bisherige Abgeordnete
Direkt gewählte Abgeordnete des Wahlkreises Unstrut – Hainich – Kreis I waren:
| Jahr | Name              | Partei | Anteil der Erststimmen |
| ---- | ----------------- | ------ | ---------------------- |
| 2019 | Jonas Urbach      | CDU    | 31,1 %                 |
| 2014 | Elke Holzapfel    | CDU    | 36,2 %                 |
| 2009 | Elke Holzapfel    | CDU    | 31,3 %                 |
| 2004 | Thomas Kretschmer | CDU    | 49,7 %                 |
| 1999 | Thomas Kretschmer | CDU    | 53,1 %                 |
| 1994 | Thomas Kretschmer | CDU    | 44,3 %                 |